# M'zab
M'zab hoặc Mzab, (Mozabite Aghlan, tiếng Ả Rập: مزاب) là một khu vực tự nhiên ở phía bắc sa mạc Sahara, thuộc tỉnh Ghardaïa, Algeria. Nó nằm cách 600 km (370 mi) về phía nam của thủ đô Algiers và ước tính dân số năm 2005 là khoảng 360.000 người.

## Lịch sử
Đây là một cao nguyên đá vôi với trung tâm là thung lũng M'zab. Người Mozabite là một nhánh của một bộ tộc người Berber lớn hơn sống ở những khu vực rộng lớn ở miền trung nam Algeria. Nhiều chữ cái và biểu tượng Tifinagh được khắc ở nhiều khu vực trong thung lũng.
Sau cuộc xâm lược Maghreb của người Hồi giáo, người Mozabite trở thành tín đồ Hồi giáo của chủ nghĩa Muʿtazila. Người theo đạo Thiên Chúa bản địa vẫn tồn tại cho đến thế kỷ 11. Sau khi triều đại Rustamid sụp đổ, hoàng gia cùng với một số công dân của họ đã chọn Thung lũng Mzab làm nơi ẩn náu. 